# Висоцький Зиновій Тарасович
Висоцький Зиновій Тарасович — член Української Центральної Ради.
Під час Української революції 1917–1921 рр. — активний громадський діяч у Херсонській губернії, член Всеукраїнської ради селянських депутатів від Херсонського повіту та Всеукраїнської ради робітничих депутатів, член Української соціал-демократичної робітничої партії. Був обраний до складу Української Центральної Ради. Брав участь в організації місцевих органів влади УНР у Херсонській губернії. Їздив на Версальську мирну конференцію у складі делегації УНР.
З 1921 р. — член Закордонної групи українських комуністів у Відні на чолі із Володимиром Винниченком.
У радянський час працював співробітником Інституту української наукової мови, керівником підвідділу кодифікації законів Народного комісаріату юстиції УСРР. Учасник конференції з обговорення проекту правопису у травні-червні 1927 р. Вступив до Української комуністичної партії.
Орієнтовно у 1935–1936 рр. був репресований.